# Friedrich-Paulsen-Schule (Niebüll)
Die Friedrich-Paulsen-Schule ist ein Gymnasium in Niebüll, Kreis Nordfriesland.

## Geschichte
Benannt ist die Schule nach dem Professor der Philosophie und Pädagogik Friedrich Paulsen (1846–1908). Im Jahr 1925 wurde sie zunächst als Deutsche Oberschule in Aufbauform in Niebüll gegründet. Der in Langenhorn geborene Philosoph und Pädagoge lehrte seit 1878 an der Universität in Berlin. Mit der Namensgebung für die neue Schule sollte Friedrich Paulsen nicht nur als Kind dieser Landschaft, sondern auch als Verfechter einer neuen Form der höheren Schule geehrt werden. In ihr traten die neueren Sprachen und die Naturwissenschaften in den Vordergrund. Die Friedrich-Paulsen-Schule wollte seinen pädagogischen Vorstellungen entsprechen. Architektonisch ist die Schule entworfen und gebaut von Regierungsbaurat Hubert Lütcke. Sie ist stilistisch zwischen ausgehendem Jugendstil und beginnendem Expressionismus angesiedelt, dabei aber in Material und Gesamtexterieur heimatlicher Bauweise angepasst. Der Bau wird in der Kunst-Topographie Schleswig-Holsteins geführt.
Die Schule bot seit 1929 mit einem Zweig „Ländliche Oberschule“ ein Internat für Schüler, die von den nordfriesischen Inseln und Halligen stammen, die Möglichkeit an einem Gymnasium die Hochschulreife zu erwerben. 1960 wurde die Schule in drei Zweige für neusprachliche und mathematische Ausbildung, sowie die Ländliche Überschule umorganisiert. Auf diese Funktionsteilung konnte man erst verzichten, als Wyk auf Föhr und Westerland Oberschulen erhielten. Das Internat konnte damit zu anderen Zwecken umgestaltet werden.

## Besonderheiten

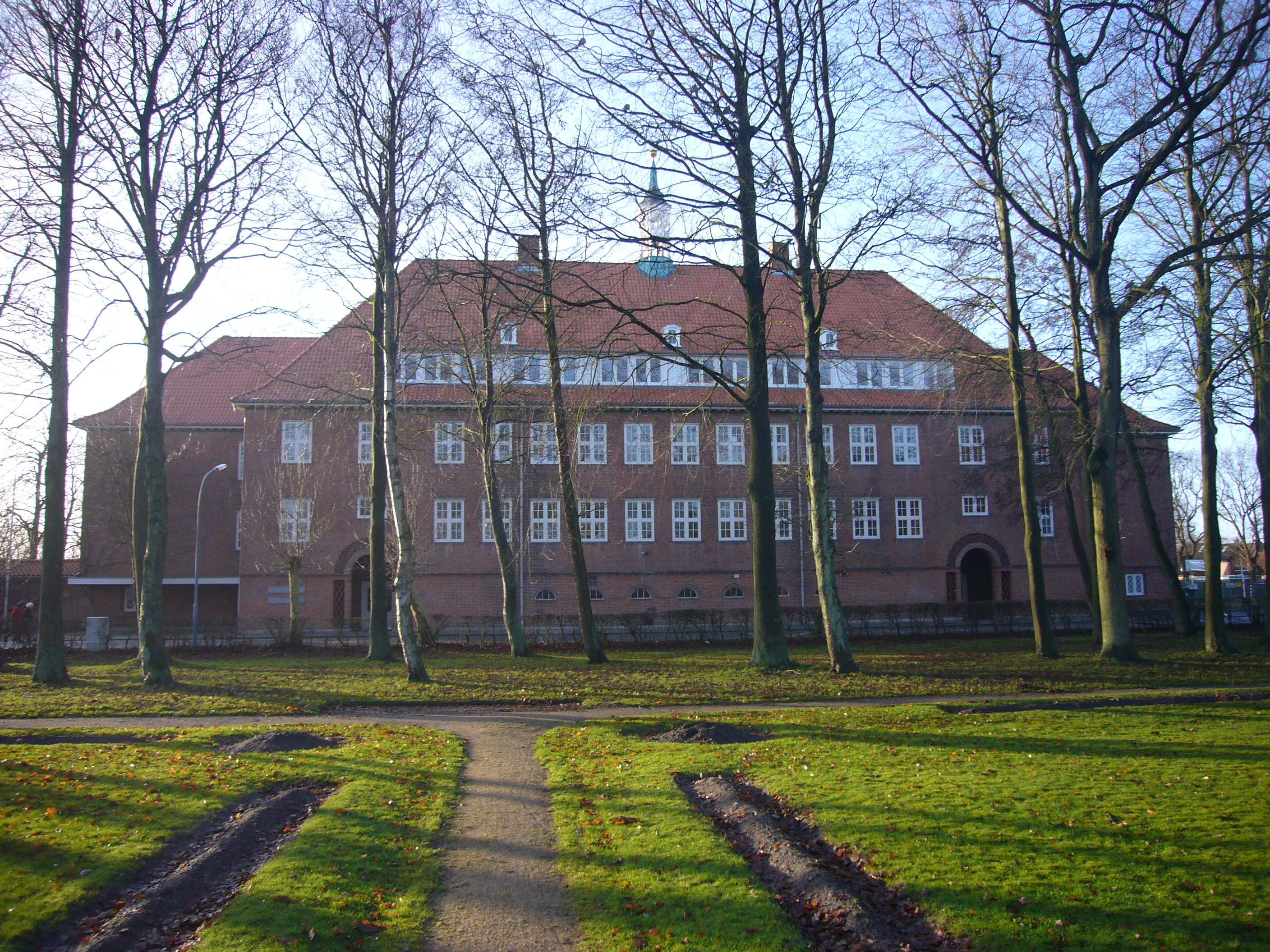
Das Hauptgebäude vom benachbarten Park aus gesehen

Die Schule nahm bis 2014 an einem grenzüberschreitenden Projekt teil, bei dem Schüler aus Tondern (Dänemark) und aus Niebüll eine gemeinsame Klasse, die sogenannte „Europaklasse“, besuchten und im jährlichen Wechsel in Niebüll bzw. in Tondern unterrichtet wurden. Das Projekt wurde von der Europäischen Union gefördert. Die Förderungen drückten sich vor allem in Umbau- und Modernisierungsmaßnahmen bestehender Räumlichkeiten, Investitionen in neue Medien sowie Klassenfahrten der Europaklasse aus. Nach Auslaufen des Projekts wurde 2016 eine Partnerschaft mit dem Gymnasium in Ribe begonnen, bei der sich die Oberstufenschüler, die Deutsch bzw. Dänisch lernen, vier Mal pro Jahr besuchen und gemeinsame Projekte in der jeweiligen Fremdsprache erarbeiten.
Außerdem bietet die Friedrich-Paulsen-Schule zweisprachigen Unterricht an. Das Fach Erdkunde wird in der Mittelstufe wahlweise auf Englisch unterrichtet. Seit 2011 bieten die Lehrer auch „Lions Quest“ an. Dies ist eine pädagogische Lehre, bei dem die Lehrer den Schülern beibringen, Probleme selbstständig zu lösen.

## Die Räumlichkeiten
Die Friedrich-Paulsen-Schule umfasst fünf Gebäudeteile, den 1925 errichteten Altbau mit Turnhalle, den Zwischenbau im Osten des Hofes, den südlichen Neubau, den Oberstufenbau, der vormals den Schülern von den Inseln und Halligen als Internat diente, und dem im Frühjahr 2011 fertiggestellten Mensabau.
Im Altbau befinden sich die meisten Klassenräume und die Fachräume für Erdkunde sowie die Räume für die Verwaltung und das Lehrerzimmer. Der Altbau beherbergt auch eine Mineraliensammlung und die Aula. Der Zwischenbau beherbergt ebenfalls eine große Anzahl an Klassenräumen sowie die Kunsträume. Der Neubau lässt sich in zwei Teile gliedern, der alte Neubau, Zwischenbau genannt, und der neue Neubau, der 2004 fertiggestellt wurde. Hier befinden sich die Fachräume für Chemie, Physik und Biologie sowie ein Computerraum und 17 Klassenräume, die hauptsächlich für die unteren Klassenstufen bestimmt sind. Der Unterricht der Oberstufe findet überwiegend im Oberstufenbau und der Mensa statt.
Für den Sportunterricht stehen drei Sporthallen zur Verfügung, zum einen die an das Schulgebäude angebaute FPS-Halle, die kleinste und älteste der drei Hallen, die Südtondernhalle, die sich direkt an der Schwimmhalle, drei Gehminuten von der Schule entfernt, befindet, und neuerdings auch die Drei-Harden-Halle, in der die Schüler der Oberstufenjahrgänge Unterricht haben, wenn der Unterricht an der Drei-Harden-Schule beendet ist.
2008 wurde der Sportplatz erneuert. Man baute ein Basketballfeld und ein Volleyballfeld. Außerdem wurden die Weitsprungbahn und die Laufbahn erneuert.
2009 begann der Bau für eine neue Mensa, die den Kindern nach der Schule warme Mahlzeiten bietet. Mehrere Arbeitsgemeinschaften und eine Hausaufgabenbetreuung werden hier angeboten. Am 1. Februar 2011 wurde die Mensa feierlich eingeweiht. Der Mensabau beinhaltet eine neue Aula, da die ursprüngliche aus der Bauzeit des Altbaus für große Feierlichkeiten zu wenig Platz bietet, sowie die neue Schülerbücherei und weitere drei Klassenräume.
Ende 2009 wurde die Schule renoviert. Beim Entfernen des Putzes wurden die Originalfarben sichtbar, und man beschloss, die Schule in den Originalfarben Weiß, Rot und Grau zu streichen.

## Persönlichkeiten

### Schüler
- Jochen Bleicken (1926–2005), Althistoriker (Abitur 1947)
- Leif Bodin (* 1996), Abgeordneter des Deutschen Bundestages  (Abitur 2015)
- Broder Christiansen (1869–1958), Philosoph und Sprachwissenschaftler
- Barbara Gentikow (1944–2014), Skandinavistin, Professorin für Medienwissenschaft an der Universität Bergen (Abitur)
- Silke Hinrichsen (1957–2012), Politikerin (SSW)
- Enno Kalisch (* 1973), Schauspieler
- Dietrich Oldenburg (* 1933), Schriftsteller und Beamter (Abitur 1952)
- Carsten Pörksen (* 1944), Jurist, ehemaliger Abgeordneter des Rheinland-Pfälzischen Landtages
- Bernd Raffelhüschen (* 1957), Wirtschaftswissenschaftler, Professor für Finanzwissenschaft an der Albert-Ludwigs-Universität Freiburg
- Bodo Schmidt (* 1967), Fußballtrainer und ehemaliger Fußballspieler
- Dieter Schönbach (1931–2012), Komponist
- Imke Sönnichsen (* 1970), Illustratorin und Künstlerin
- Thomas Steensen (* 1951), Historiker, langjähriger Direktor des Nordfriisk Instituut, Honorarprofessor
- Wolfgang Titius (* 1952), Arzt

### Lehrer
- Albert Panten (* 1945), nordfriesischer Heimatforscher und Lehrer (unterrichtete Mathematik und Physik)